# Mitragyna tubulosa
Mitragyna tubulosa là một loài thực vật có hoa trong họ Thiến thảo. Loài này được (Arn.) Kuntze mô tả khoa học đầu tiên năm 1891.

## Hình ảnh

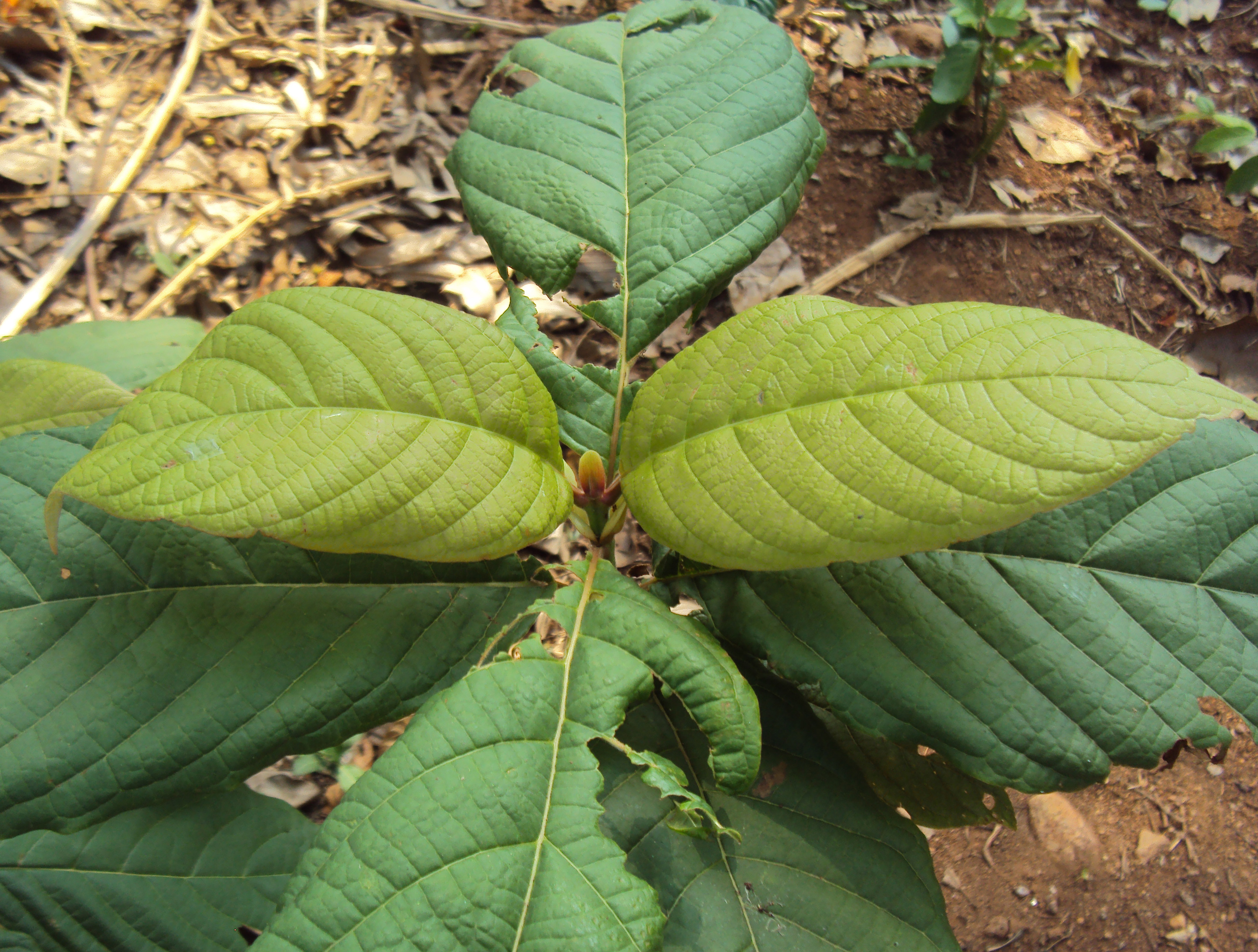
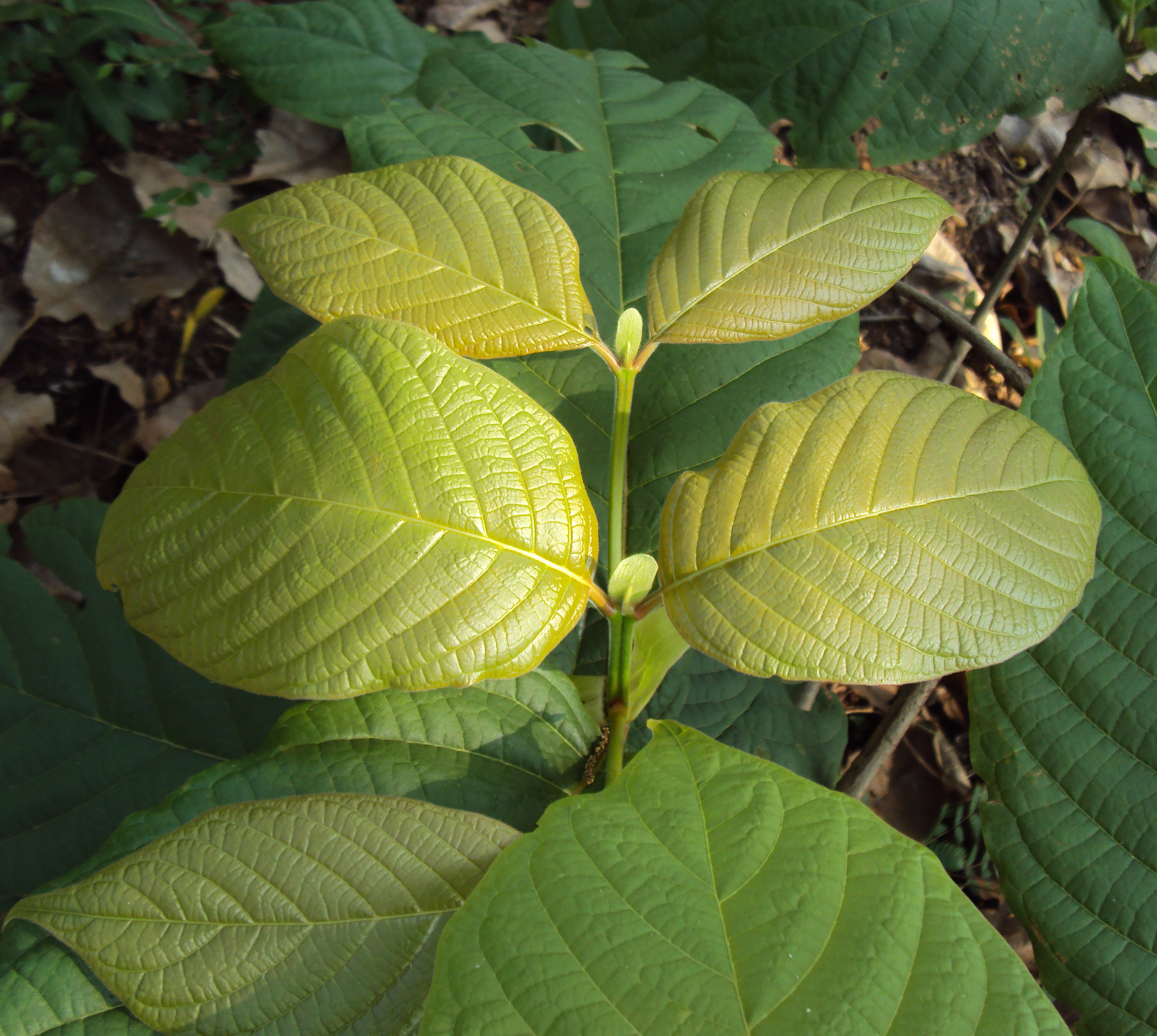